# Yōzaburō Kanari
金成 陽三郎
Œuvres principales
- Les Enquêtes de Kindaichi

Yōzaburō Kanari (金成 陽三郎, Kanari Yōzaburō) est un auteur et scénariste japonais de manga et d'anime né le 20 août 1965 dans la préfecture de Kanagawa.
Il est principalement connu pour Les Enquêtes de Kindaichi (kindaichi shōnen no jikenbo, 1992, porté en anime entre 1997 et 2000, adapté en film en 1996 et 1999).